# Accords de Kharkiv
Pour un article plus général, voir Relations entre la Russie et l'Ukraine.
Les accords de Kharkiv sont des accords signés le 21 avril 2010 entre l'Ukraine et la Russie, prolongeant de 25 ans, jusqu'en 2042 au lieu de 2017, plus un prolongement de 5 ans possible, l'utilisation de la base navale de Sébastopol par la Russie contre des rabais importants sur le gaz russe. Ils sont signés à Kharkiv par le président ukrainien pro-russe Viktor Ianoukovytch élu deux mois plus tôt et le président russe Dmitri Medvedev. Il sont ratifiés par les parlements russe et ukrainien le 27 avril 2010.
Ces accords sont la prolongation du traité de partition de la flotte de la mer Noire de 1997 qui durait alors jusqu'en 2017. Pendant la présidence de Viktor Iouchtchenko (janvier 2005 - février 2010) le gouvernement ukrainien déclare que ce bail ne sera pas renouvelé et que la flotte russe devra quitter Sébastopol en 2017. Les Accords de Kharkiv, ratifiés par le président Ianoukovitch, revenaient donc clairement sur cette déclaration.
En mars 2014, après la Révolution de Maïdan, plusieurs anciens présidents ukrainiens appellent la Rada (le parlement) ukrainien à dénoncer les Accords de Kharkiv. Il est difficile d'établir avec certitude quel événement a entrainé l'autre : depuis plusieurs jours, des troupes russes avaient rejoint la flotte russe en Crimée, précisément sous le prétexte de prévenir un tel événement. Le 1er avril 2014, le nouveau pouvoir ukrainien dénonce une série de traités russo-ukrainiens, parmi lesquels les Accords de Kharkiv.
Après l'annexion de la Crimée par la Russie en avril 2014, la Russie rompt à son tour unilatéralement cet accord, faisant alors augmenter le prix du gaz de l'Ukraine de plus de 30 %.